# Michel Simon

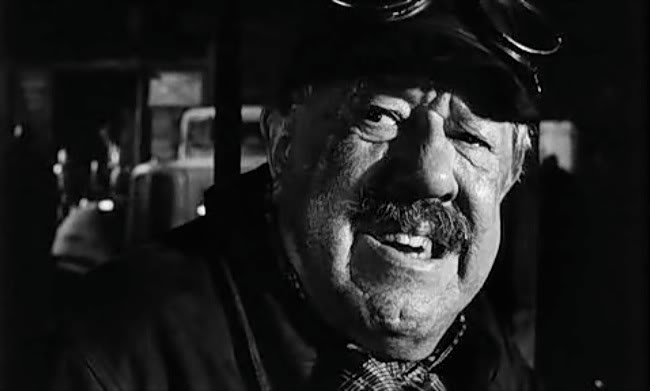
Simon i filmen Tåget från 1964.

Michel Simon, född 9 april 1895 i Genève, död 30 maj 1975 i Bry-sur-Marne, var en schweizisk skådespelare verksam i Frankrike.

## Biografi
Simon var en mångsidig skådespelare men särskilt använd i karaktärsroller. Han utmärktes av sin särpräglade röst och säkra diktion och sin dramatiska känslighet. Han fick sina första filmroller på 1920-talet men slog igenom ordentligt i och med ljudfilmens intåg. Jean Renoir gav honom huvudroller i filmerna La chienne från 1931 och Boudu flyter förbi från 1932, vilka banade väg för en rad framgångsrika filmer under 1930-talet. Några av de idag kändaste är Jean Vigos L'Atalante (1934) samt Marcel Carnés Det perfekta brottet (1937) och Dimmornas kaj (1938). År 1951 drabbades han av en förgiftning och hans yrkesutövning fick en längre svacka. Han återkom till rampljuset i början av 1960-talet med flera framgångsrika roller. År 1968 tilldelades han Silverbjörnen för Bästa manliga skådespelare för Pépé och pojken.

## Filmer i urval
- Salig Mathias Pascal (Feu Mathias Pascal) (1926)
- En kvinnas martyrium (La passion de Jeanne d'Arc) (1928)
- La chienne (1931)
- On purge bébé (1931)
- Boudu flyter förbi (Boudu sauvé des eaux) (1932)
- L'Atalante (1934)
- Attentatet (1935)
- Ett vågat spel (Amants et voleurs) (1935)
- Le mort en fuite (1936)
- Det perfekta brottet (Drôle de drame) (1937)
- Dimmornas kaj (Le quai des brumes) (1938)
- På skuggsidan (Le ruisseau) (1938)
- Spöket i S:t Agil (Les disparus de St. Agil) (1938)
- Bakom fasaden (Derrière la façade) (1939)
- Det brinner en eld (La fin du jour) (1939)
- Grand hotell skumrasket (Circonstances atténuantes) (1939)
- Oss tjuvar emellan (Fric-Frac) (1939)
- Vild passion (Le dernier tournant) (1939)
- Himlens musikanter (Les musiciens du ciel) (1940)
- Det kommer en vän i kväll (...Un ami viendra ce soir...) (1946)
- Panik (Panique) (1946)
- Icke skyldig (Non coupable) (1947)
- Värdshuset Krönta fisken (La taverne du poisson couronné) (1947)
- Djävulens bländverk (La beauté du diable) (1950)
- Giftet (La poison) (1951)
- Den gåtfulla kvinnan (Le due verità) (1952)
- Oss skojare emellan (La vie d'un honnête homme) (1953)
- En mänsklig komedi (L'étrange désir de Monsieur Bard) (1954)
- Brott på ljusa dagen (Es geschah am hellichten Tag) (1958)
- En viss Mr. Joe (Un certain Monsieur Jo) (1958)
- Austerlitz (1960)
- Le diable et les dix commandements (1962)
- Tåget (The Train) (1964)
- Pépé och pojken (Le vieil homme et l'enfant) (1967)
- Huset med de gamla gubbarna (La maison) (1970)
- Blanche (1972)